# Slavotin
Slavotin (bulgariska: Славотин) är ett distrikt i Bulgarien.   Det ligger i kommunen Obsjtina Montana och regionen Montana, i den nordvästra delen av landet, 100 km norr om huvudstaden Sofia.
Trakten runt Slavotin består till största delen av jordbruksmark. Runt Slavotin är det ganska tätbefolkat, med 56 invånare per kvadratkilometer.